# Cesare Dall’Olio
Cesare Dall’Olio (* September 1849 in Bologna; † Juni 1906 ebenda) war ein italienischer Komponist und Musikpädagoge.

## Leben
Dall’Olio studierte am Konservatorium von Bologna und debütierte 1873 am Teatro della Società Felsinea mit Tisar ossia Il ritratto fatale oppure Trionfo o morte, einem satirischen „tragischen Melodram in einem Akt oder weniger“. Zwei Jahre später folgte am Städtischen Theater die Oper Ettore Fieramosca nach einem Libretto von Enrico Panzacchi, die jedoch nach vier Aufführungen abgesetzt wurde. Wenig Erfolg hatte er auch mit der vieraktigen Oper Don Riego nach einem Libretto von Antonio Ghislanzoni, die 1879 im Teatro Argentinain  Rom uraufgeführt wurde. Weitere Opern Dall’Olios waren Atal-Kar (Libretto von Enrico Golisciani, Teatro Balbo, Turin 1900)  sowie Il figlio delle selve und Pasquino über Pane altrui nach Iwan Turgenew.
1884 wurde Dall’Olio von Luigi Mancinelli als Harmonie- und Orgellehrer ans Liceo musical in Bologna berufen, unter seinem Nachfolger Giuseppe Martucci erhielt er den Lehrstuhl für Komposition. Als exzellenter Musiktheoretiker veröffentlichte er die Schriften Metodo pratico per linsegnamento collettivo del Solfeggio con serie di canti educativi, (Bologna o. D., mit Bernardino Gamberini), Centoventi piccoli esercizi da trascrivere sulla lavagna per lo studio collettivo del solfeggio in riassunto del Metodo pratico (Bologno, o. D., mit B. Gamberini) und  Nuovo metodo per lo Studio collettivo del solfeggio nelle scuole elemeritari maschili e femminili (Bologna 1895, mit B. Gamberini und T. Mantovani).
Zur Unterstützung junger Komponisten entstanden 1897 seine Polemiken Feudalismo teatrale, Per l’emancipazione degli artisti lirici und La musica e la civiltà – Pensieri di un musicista. Schließlich zu nennen sind seine musikdidaktischen Werke: Metodo pratico per linsegnamento collettivo del solfeggio con serie di canti educativi (Bologna o. D., mit B. Gamberini), Centoventi piccoli esercizi da trascrivere sulla lavagna per lo studio collettivo del solfeggio in riassunto del Metodo pratico (Bologna o. D., mit B. Gamberini) und Nuovo metodo per lo studio collettivo del solfeggio nelle scuole elemeritari maschili e femminili, (Bologna 1895, mit B. Gamberini und T. Mantovani).